# خلخال (مدينة)
خلخال هي مدينة إيرانية في محافظة أردبيل. كانت تسمى هذه المدينة قبل الثورة الإيرانية باسم «هرو آباد». عدد سكان المدينة حوالي 53612 نسمة. هذه المدينة هي مركز مقاطعة خلخال، وأكثر سكان المدينة من العرق الآذري.